# Vorónej
|  | Per a altres significats, vegeu «Vorónej (desambiguació)». |

Vorónej (en rus: Воро́неж) és una ciutat, capital de l'óblast de Vorónej, a Rússia. Està a la vora del riu Vorónej a 12 km de la seva confluència amb el riu Don. Es divideix en sis districtes: Komintérnovski, Léninski, Levoberejni, Sovetski, Tsentralni, i Jeleznodorojni.
Durant el 24 de juny de 2023, la ciutat va ser controlada per l'organització paramilitar de Wagner.

## Història
El riu Vorónej és citat en el Codi Hypatià de 1177, però ja en el Paleolític el lloc era habitat. La ciutat actual va ser fundada el 1585 o 1586 pel tsar Fiódor I com un fort de protecció contra els tàtars.
Al segle xix s'hi desenvolupà una indústria agroalimentària.
Durant la Segona Guerra Mundial va ser l'escenari de forts combats entre soviètics i tropes de l'Eix.

## Ciutats agermanades
- Brno, República Txeca
- Landkreis Wesermarsch, Alemanya
- Charlotte, Estats Units
- Txungking, Xina
- Sliven (Bulgària)
- Lleó, Espanya
- Hómiel, Belarús

## Fills il·lustres
- Aleksei Koltsov (1809–1842), poeta rus famós sobretot per les seves cançons;
- Ivan Nikitin (1824–1861), poeta rus;
- Ivan Bunin (1870–1953), escriptor, Premi Nobel de Literatura de l'any 1933;
- Samuïl Marxak (1887–1964), escriptor, traductor i poeta infantil rus i soviètic;
- Georgiĭ Krutikov (1899–1958), arquitecte i artista constructivista rus;
- Andrei Platónov (1899–1951), escriptor soviètic;
- Anatoli Fediukin (1952–2020), jugador d'handbol rus;
- Irina Makogónova (1959), jugadora de voleibol russa;
- Ielena Davídova (1961), gimnasta russa;
- Ielena Fanàilova (1962), poetessa, traductora i periodista soviètica i russa;
- Aleksandr Litvinenko (1962–2006), espia rus, coronel del KGB;
- Dmitri Saütin (1974), saltador rus;
- Eduard Vorgànov (1982), ciclista rus;
- Dmitri Kozontxuk (1984), ciclista rus;
- Aleksandr Khatúntsev (1985), ciclista rus;
- Dmitri Kossiakov (1986), ciclista rus;
- Roman Xixkin (1987), futbolista rus;
- Anguelina Mélnikova (2000), gimnasta artística russa.